# Acanthurus xanthopterus
Acanthurus xanthopterus là một loài cá biển thuộc chi Acanthurus trong họ Cá đuôi gai. Loài cá này được mô tả lần đầu tiên vào năm 1835.

## Từ nguyên
Từ định danh xanthopterus được ghép bởi hai âm tiết trong tiếng Hy Lạp cổ đại: xanthós (ξανθός; "có màu vàng") và ptérux (πτέρυξ; "vây cá"), hàm ý đề cập đến khoảng màu vàng sát rìa vây ngực ở loài cá này.

## Phạm vi phân bố và môi trường sống
Dọc theo đường bờ biển Đông Phi, A. xanthopterus được phân bố trải dài về phía đông đến tận bờ biển Thái Bình Dương của châu Mỹ, băng qua phần lớn những vùng biển thuộc khu vực Ấn Độ Dương-Thái Bình Dương, ngược lên phía bắc đến vùng biển phía nam Nhật Bản và quần đảo Hawaii, gới hạn phía nam đến bờ đông Úc (gồm cả rạn san hô Great Barrier); ở Đông Thái Bình Dương, A. xanthopterus được ghi nhận từ cực nam bán đảo Baja California và cửa vịnh California, dọc theo bờ tây México đến Costa Rica và Ecuador (trừ vùng bờ biển El Salvador và Guatemala) và bao gồm tất cả các hải đảo ngoài khơi.
Hai cá thể A. xanthopterus đã được thu thập ở ngoài khơi Bắc Peru vào năm 2019, góp phần mở rộng phạm vi của loài này về phía nam ở Đông Thái Bình Dương. Trước đó, một cá thể A. xanthopterus cũng đã được phát hiện ở Nam Oman. Gần đây, một cá thể A. xanthopterus đã được đánh bắt ở vùng biển ngoài khơi Alexandria, Ai Cập, do là một loài cá cảnh thường được xuất khẩu nên A. xanthopterus được cho là đã thoát ra từ các bể cá triển lãm (A. xanthopterus không phải loài bản địa ở Biển Đỏ).
Ở Việt Nam, A. xanthopterus được ghi nhận tại quần đảo Hoàng Sa, vịnh Nha Trang (Khánh Hòa) và Ninh Thuận.
A. xanthopterus sống gần các rạn san hô viền bờ ở độ sâu lên đến 120 m, thường tập trung phổ biến ở khu vực đầm phá và vịnh hơn đới mặt trước rạn. Cá con sống ở vùng nước đục gần bờ, còn cá trưởng thành có xu hướng bơi ra vùng nước sâu hơn.

## Mô tả

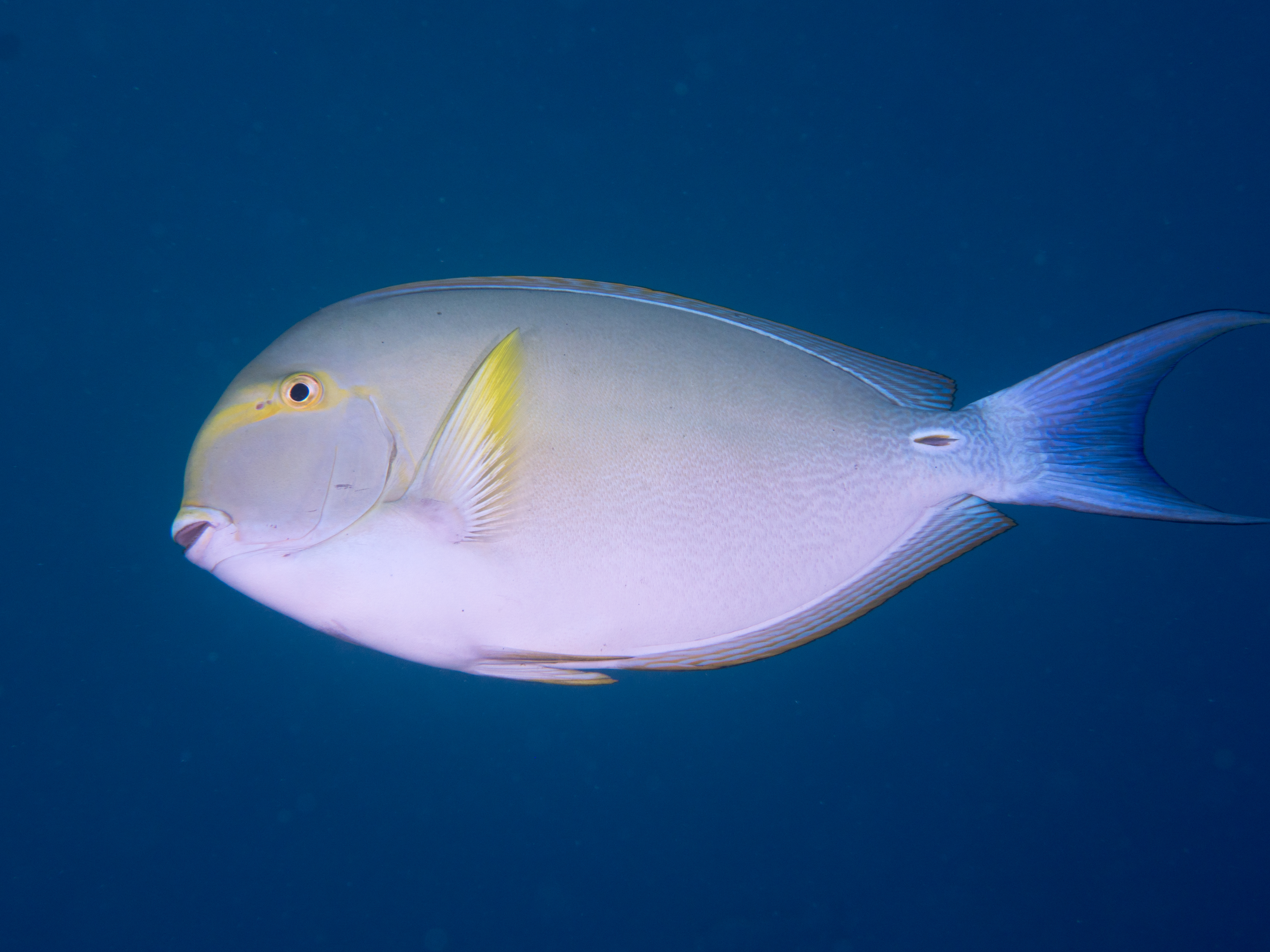
Một cá thể A. xanthopterus ở Raja Ampat

Chiều dài cơ thể lớn nhất được ghi nhận ở A. xanthopterus là 70 cm, nhưng thường bắt gặp với kích thước phổ biến là 50 cm. Loài cá này có một mảnh xương nhọn màu đen chĩa ra ở mỗi bên cuống đuôi tạo thành ngạnh sắc.
Cơ thể hình bầu dục thuôn dài, có màu tím xám hoặc nâu xám, với các vân sọc gợn sóng ở hai bên thân. Vệt màu vàng tươi ở hai bên mắt. Vùng bụng và thân dưới sáng màu hơn so với toàn bộ cơ thể. Vây đuôi lõm sâu, hình lưỡi liềm, màu lam xám; cuống đuôi thường có dải trắng mờ. Vây hậu môn và vây lưng có các dải sọc ngang màu vàng và xanh lam xen kẽ; dải lam ánh kim ở sát gốc vây. Vây ngực trong mờ, có vệt vàng ở sát rìa.
Số gai ở vây lưng: 9; Số tia vây ở vây lưng: 25–27; Số gai ở vây hậu môn: 3; Số tia vây ở vây hậu môn: 23–25; Số tia vây ở vây ngực: 16–17; Số gai ở vây bụng: 1; Số tia vây ở vây bụng: 5; Số lược mang: 16–24.

## Sinh thái học
Thức ăn của A. xanthopterus chủ yếu là tảo, bao gồm cả tảo cát và vụn hữu cơ. A. xanthopterus có thể sống đơn độc hoặc hợp thành những nhóm nhỏ.
A. xanthopterus được quan sát là đã ăn phân của những loài cá biển khơi thải ra, đặc biệt là chất thải từ những loài cá khế.
Tuổi thọ cao nhất được biết đến ở A. xanthopterus là 34 năm tuổi.

## Đánh bắt
A. xanthopterus là loài có tầm quan trọng trong các hoạt động thương mại thủy sản và cá cảnh. Loài này đang được nhắm mục tiêu đánh bắt bởi các ngư dân trong khu vực phân bố của chúng, cùng với Acanthurus blochii và Acanthurus dussumieri. Giá bán trực tuyến của A. xanthopterus để nuôi làm cảnh dao động trong khoảng từ 40 đến 70 USD một con tùy theo kích cỡ.